# 依干其水库
依干其水库，位于中华人民共和国新疆维吾尔自治区莎车县县城以东15千米，依盖尔其镇以西3千米处，是叶尔羌河下游冲积平原右岸河畔的一座中型平原灌注式水库。水库于1955年8月动工修建，1956年10月建成运行，设计总库容6200万立方米，现状库容4758万立方米。大坝为沙壤土均质坝，坝长8千米，最大坝高6米，水库正常水位水域面积18平方千米。依干其水库是叶尔羌河流域平原区重点水库之一，由喀什地区直接管理，水库承担着麦盖提县提孜那甫河灌区和莎车县阿瓦提灌区4.7万余公顷耕地的灌溉任务。